# Central City (Kentucky)
Central City è un comune degli Stati Uniti d'America, situato nello Stato del Kentucky, nella Contea di Muhlenberg.